# Müfide Kadri
Müfide Kadri Hanim (n. 1890, Constantinopol, Imperiul Otoman – d. 1912, Constantinopol, Imperiul Otoman) a fost o pictoriță și compozitoare turcă, una dintre primii femei artiste din Turcia și prima profesoară profesionistă de artă din Imperiul Otoman. Ea a pictat portrete în cea mai mare parte a carierei sale.

## Biografie
Și-a pierdut mama pe când era doar un copil și a fost adoptată de Kadri Bey, o rudă îndepărtată, și soția lui, care nu aveau copii. Educația ei s-a făcut numai acasă, cu profesori particulari, care i-au descoperit talentul artistic. 

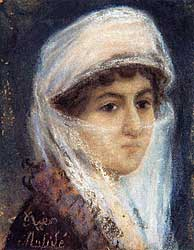
Auto-portret

Ea a început să picteze de la vârsta de zece ani și a luat lecții de la Osman Hamdi Bey. Apoi, ea a studiat desenul și pictura cu acuarele sub îndrumarea lui Salvatore Valeri (1856-1946), un profesor italian școlit la „Sanayi-am Nefise Mektebi” (Școala de Arte frumoase, acum parte a Universității de arte Mimar Sinan). De asemenea, ea a învățat cum să cânte la pian, vioară, dar și la instrumente tradiționale, cum ar fi oud și kemenche.
La îndemnul lui Hamdi Bey, a trimis niște tablouri la o expoziție în München, unde au fost premiate cu o medalie de aur. La scurt timp după, ea a devenit profesoară de muzică la Liceul de Fete din Istanbul și mai târziu a predat pictura și broderia. De asemenea, a ținut lecții de pictură particulare fiicei lui Abdul Hamid al II-lea la Palatul Sultanului Adile. În această perioadă a compus muzica pentru versurile a mai multor poeți, care au fost publicate în mai multe reviste culturale.
La scurt timp după ce și-a expus trei dintre lucrări la expoziția ținută de Societatea de Operă de la Istanbul în 1911, a fost diagnosticată cu tuberculoză, dar starea bolii era prea avansată pentru a urma un tratament eficient și a murit în anul următor. După moartea ei, patruzeci de tablouri au fost vândute în beneficiul „Societății pictorilor otomani”. Kadri Bey a simțit atât de mult durere, încât a făcut un pelerinaj la Mecca și a trăit acolo până când guvernul otoman a fost înlăturat.
Ea a fost îngropată în Cimitirul Karacaahmet. Piatra ei funerară poartă o inscripție a caligrafului Ismail Hakki Altınbezer, iar viața ei a servit ca sursă de inspirație pentru romanul Fiul Eseri (Ultima Lucrare) de Halogenuri Edip Adıvar, publicat în format episodic în ziarul Tanin.

## Galerie

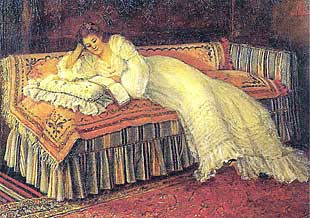
Femeie citind o carte
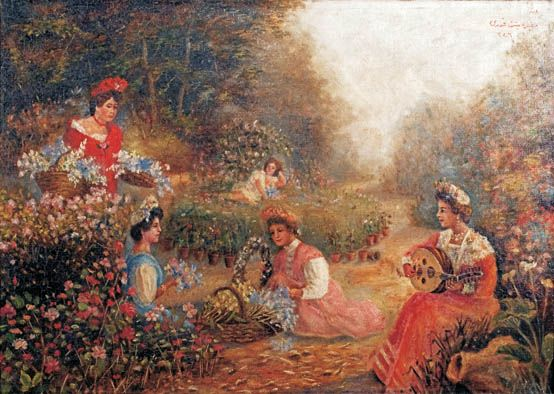
Femeie cântând la Oud
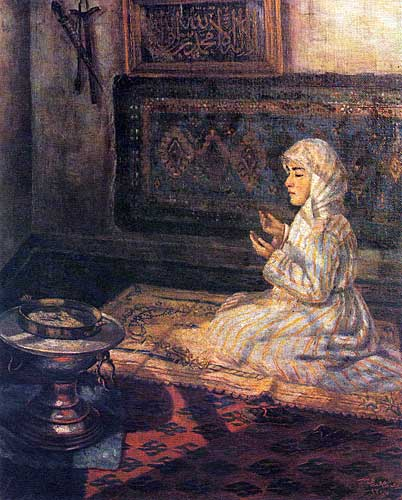
Fată rugându-se
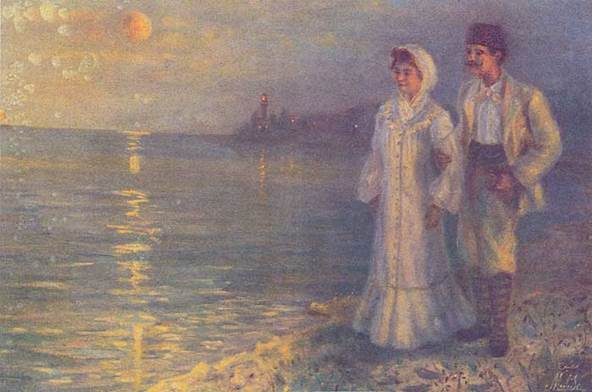
Îndrăgostiți pe plajă

## Legături externe
- Articol comemorativ Arhivat în 4 martie 2016, la Wayback Machine.